# 3-Hidroxibenzaldeído
3-Hidroxibenzaldeído é um dos três isômeros de hidroxibenzaldeído. Tem sido preparado do 3-nitrobenzaldeído em uma sequência de redução do grupo nitro, diazotização da amina, e hidrólise.